# Koppány
Koppány von Somogy (* um 950; † 998 bei Veszprém) war ein ungarischer Stammesfürst aus dem Geschlecht der Árpáden.

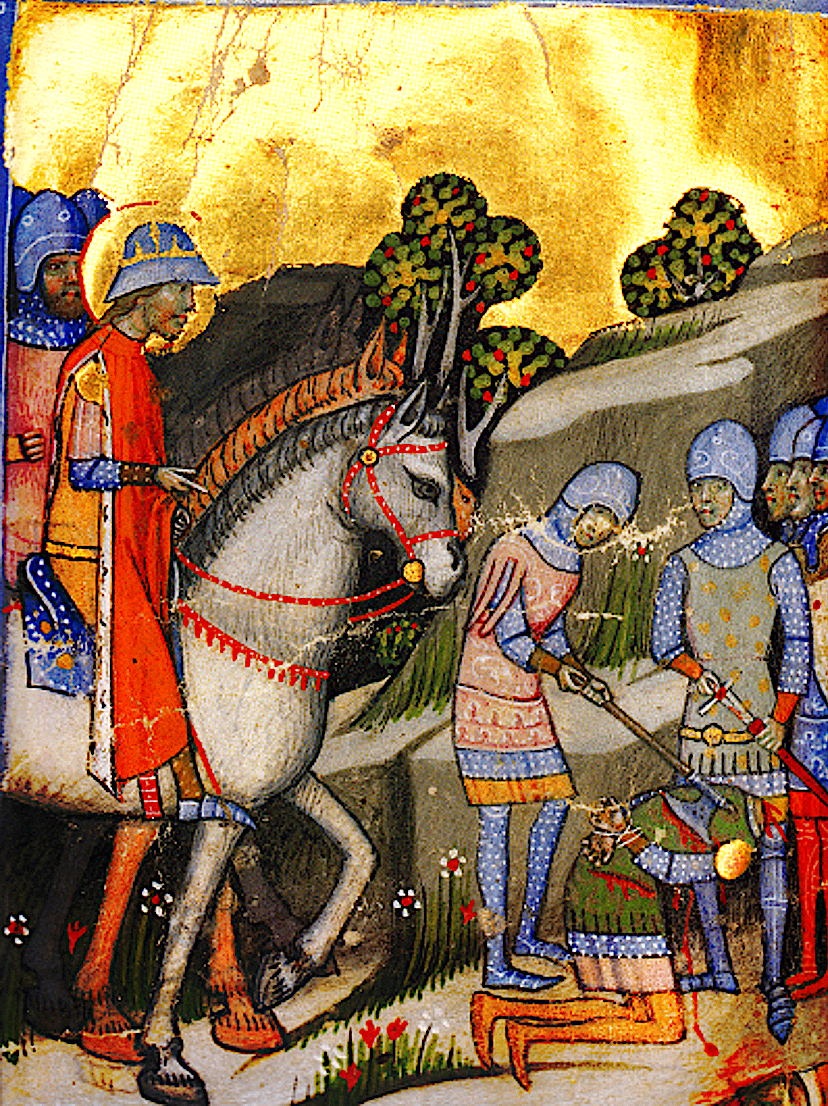
Mittelalterliche Miniatur der Hinrichtung Koppánys

## Leben
Koppány war der Cousin des ungarischen Großfürsten Géza und regierte das Gebiet von Somogy südlich des Balaton. Er forderte nach Gézas Tod 997 die Herrschaft über Ungarn nach dem Senioratsprinzip der Arpaden, wonach das älteste männliche Mitglied des Clans der Anführer sei. Zur Legitimierung seiner Ansprüche wollte er die Witwe Gézas, Sarolt heiraten. Noch dem Heidentum der Magyaren verhaftet, kämpfte er gegen Gézas Sohn Vajk, seinen als Christen erzogenen Neffen Stephan, der seine Ansprüche mit göttlichem Recht begründete.
In der Schlacht bei Veszprém 998 unterlag Koppány den Truppen Stephans, der die entscheidende Unterstützung bayerischer Ritter hatte und wurde noch am Schlachtfeld hingerichtet. Der Leichnam wurde angeblich gevierteilt und die Teile zur Abschreckung an die Stadttore von Veszprém, Győr und Esztergom genagelt, sowie dem nächsten möglichen Usurpator Gyula nach Gyulafehérvár übersandt. Stephan konnte sich daraufhin zum ersten König Ungarns krönen lassen und die Christianisierung des Landes fortführen.